# Huỳnh Tông Trạch
Huỳnh Tông Trạch (tiếng Anh: Bosco Wong, sinh ngày 13 tháng 12 năm 1980 tại Hồng Kông thuộc Anh) là một nam diễn viên kiêm ca sĩ người Hồng Kông. Anh từng là diễn viên độc quyền của đài truyền hình TVB.
Anh nổi tiếng từ bộ phim truyền hình hiện đại Bao la vùng trời năm 2003. Sau đó, anh là một trong năm Tiểu Sinh đình đám và được TVB tích cực lăng xê: Lâm Phong, Mã Quốc Minh, Ngô Trác Hy, và Trần Kiện Phong. Sau đó, anh ấy đã xuất hiện trong nhiều phim truyền hình Mẹ chồng nàng dâu (2005), Cạm bẫy (2006), Tiềm hành truy kích (2011), Vẫn cứ thích em (2015) và loạt phim Phi hổ cực chiến . Anh cũng tham gia các phim điện ảnh như Bước Ngoặc 2 (2011), Anh em có nhau/Đàn ông không thể nghèo (2014) và Hình cảnh huynh đệ (2016).

## Tiểu sử và sự nghiệp
Huỳnh Tông Trạch học trường tiểu học Ng Wah Catholic Primary School (1992) ở trường tiểu học, và trường trung học The Church of Christ in China Kei Heep Secondary School (1999).
Sau một thời gian làm trong ngành giải trí, anh còn lấn sân sang kinh doanh từ năm 2014.

### 1998–2005: Sự nghiệp ban đầu và đột phá
Huỳnh Tông Trạch gia nhập làng giải trí vào năm 1998 trong một quảng cáo trà chanh cùng Trương Bá Chi. Khi ấy, bề ngoài và diễn xuất của anh chưa thực sự gây ấn tượng với khán giả. Bên cạnh đó, vì muốn hoàn tất việc học nên anh đã gác lại không ít cơ hội xuất hiện trên truyền hình. Ngay sau khi tốt nghiệp Trung học phổ thông, Huỳnh Tông Trạch đến TVB làm việc ở tuổi 19. Trong mấy năm đầu ở TVB, Huỳnh Tông Trạch khởi đầu bằng việc dẫn chương trình cho một số show của TVB cũng như đóng vai nhỏ trong một vài phim của TVB.
Huỳnh Tông Trạch có màn ra mắt chính thức trong phim Đội cứu hoả anh hùng 2 (2002). Sau đó, anh được chọn tham gia bộ phim cổ trang Thanh đao công lý (2003) và bộ phim dành cho lứa tuổi mới lớn Khát vọng tuổi trẻ (2003). Anh trở nên nổi tiếng với vai diễn viên phi công Chris Tạ Lập Hào trong bộ phim bom tấn năm 2003 Bao la vùng trời. Sau đó, anh đóng vai chính là trong bộ phim hành động truyền kỳ Khí phách Hoàng Phi Hồng năm 2004.
Năm 2005, anh đóng vai chính Ninh Mậu Xuân cùng với Uông Minh Thuyên và Hồ Hạnh Nhi trong bộ phim hài cổ trang Mẹ chồng nàng dâu và giành được giải Nam diễn viên tiến bộ nhất tại Giải thưởng thường niên TVB năm đó.

### 2006–2017: Thành công chính thống
Màn biểu diễn của Huỳnh Tông Trạch khi vào vai một thanh niên ít giao tiếp với với xã hội trong Cạm bẫy (2006) đã giúp anh ấy trở nên nổi tiếng hơn và được công nhận là một diễn viên đang lên. Anh ấy lần đầu tiên đóng phim điện ảnh vào năm 2008 trong phim Đại Tứ Hỷ.
Năm 2007 và 2008, anh xuất hiện trong hai bộ phim nổi bật của TVB là Sóng gió gia tộc (2007) và Sức mạnh tình thân (2008). Năm 2011, trong bộ phim Tiềm Hành Truy Kích (2011), anh vào vai gã giang hồ Tô Tinh Bách hay còn gọi là "Co Què", đối đầu với Anh Laughing của Tạ Thiên Hoa và có chuyện tình yêu hận ấn tượng với Từ Tử San, Huỳnh Tông Trạch đã thật sự làm cho khán giả kinh ngạc bởi khả năng diễn vai phản diện quá sức tuyệt vời. Anh bày tỏ rằng có lẽ anh đã lớn tuổi, nó cho phép anh đóng những nhân vật trưởng thành hơn, anh rất thích vai Co Què và rất vui khi được vào vai một tên xã hội đen thông minh như vậy, cũng giống như nhân vật thanh tra cảnh sát Hứa Vỹ Thâm điềm đạm trong phim Bảo vệ nhân chứng năm 2012 rất hợp với tuổi của anh.
Huỳnh Tông Trạch được chọn vào vai Thu Bính trong bộ phim điện ảnh đầu tay Yêu Thầm 99 Ngày (2012) của đạo diễn Hoả Hoả (Fire Lee) và đã nhận được sự tán thưởng tích cực vì diễn xuất chân thành của anh ấy. Anh ấy đã nhận được những đánh giá tốt cho nhân vật chính Tiết Khải Chính trong bộ phim được đánh giá cao Anh em có nhau/Đàn ông không thể nghèo (2014). Và cũng nhờ vai diễn đó anh đã giành được giải thưởng Nam diễn viên chính xuất sắc nhất tại Liên hoan phim China Image Film Festival năm 2014.
Năm 2014, Huỳnh Tông Trạch đóng vai chính Địch Nhân Kiệt trong bộ phim truyền hình Đại lục Thiếu niên Thần Thám Địch Nhân Kiệt. Năm 2015, Huỳnh Tông Trạch có màn phối hợp ăn ý với Từ Tử San trong phim Tiền và Tình (Ông Trùm Tài Chính) gây được ấn tượng mạnh mẽ với khán giả. Năm 2016, Huỳnh Tông Trạch đóng vai chính trong bộ phim truyền hình Con Rối Hào Môn, cùng với Huỳnh Thuý Như,Tiêu Chính Nam và Trương Kế Thông. Anh vào vai Sheldon Tần Thăng Hải, một giám đốc quan hệ công chúng, hy vọng leo lên nấc thang vào xã hội thượng lưu mà trở nên tàn nhẫn. Cùng năm, anh ra mắt bộ điện ảnh Hình cảnh huynh đệ (2016) cùng với Kim Cương và Từ Tử San.
Vào tháng 12 năm 2016, Huỳnh Tông Trạch thông báo rằng anh sẽ không gia hạn hợp đồng quản lý với TVB, kết thúc sự nghiệp 17 năm của mình tại nhà đài. Anh rời nhà đài sau bộ phim Sóng gió gia tộc 3/ Đường tâm phong bạo 3, nhưng anh nói rằng đây sẽ không phải là bộ phim cuối cùng của anh ở TVB. Anh sẽ tiếp tục cân bằng sự nghiệp ở Hồng Kông và Đại Lục.

### 2018–nay: Công ty Thiệu Thị Huynh Đệ (Shaw Brothers)
Huỳnh Tông Trạch gia nhập Công ty Thiệu Thị Huynh Đệ (Shaw Brothers Studio) vào năm 2017. Sau đó, Huỳnh Tông Trạch đóng vai chính trong hai phần của bộ phim tội phạm hành động Phi hổ cực chiến vào năm 2017 và 2018.
Năm 2019, Huỳnh Tông Trạch bắt đầu quay bộ phim truyền hình dài tập Chiến Độc (Cơn bão trắng), bộ phim lên sóng năm 2020, trong đó anh đóng vai một cảnh sát chìm, đây cũng là lần hội ngộ Ngô Trác Hy lần thứ 6 trên màn ảnh nhỏ. Cùng năm đó, anh còn tham gia bộ phim Phi phàm tam hiệp 3 của Shaw Brothers cùng với Trương Trí Lâm, Trần Hào,...
Năm 2020, Huỳnh Tông Trạch bắt đầu quay phần thứ ba của loạt phim Phi hổ cực chiến cùng với Miêu Kiều Vĩ, Ngô Trác Hy, Mã Quốc Minh. Trong lúc quay, đoàn làm phim phải tạm dừng quay một tuần để tiến hành kiểm tra do có nhân viên nhà đài mắc COVID-19.
Năm 2021, Huỳnh Tông Trạch sẽ góp mặt trong phần 5 của series truyền hình ăn khách Bằng chứng thép. Tháng 9/2021, anh cũng đã cập nhật vai diễn pháp y của mình trong Bằng chứng thép 5.

## Đời tư
Huỳnh Tông Trạch bắt đầu hẹn hò với bạn diễn Hồ Hạnh Nhi sau bộ phim Mẹ chồng khó tính vào năm 2005. Vào ngày 25 tháng 7 năm 2012, Huỳnh Tông Trạch thông báo rằng hai người đã chia tay. Năm 2014, Huỳnh Tông Trạch bắt đầu hẹn hò với người mẫu Dương Tranh, cặp đôi chia tay ngay sau đó. Một năm sau, anh hẹn hò cùng Jun - người mẫu Nhật Bản sau khi hợp tác chung trong một quảng cáo. 3 tháng sau ngày công khai yêu đương, cả hai đường ai nấy đi.

## Danh sách phim

### Phim điện ảnh
| Năm  | Tựa đề                                   | Tựa tiếng Anh                | Vai                        | Ghi chú               |
| ---- | ---------------------------------------- | ---------------------------- | -------------------------- | --------------------- |
| 2008 | Đại Tứ Hỷ                                | The Luckiest Man             | Ah Fai 何輝                |                       |
| 2009 | Cừu Vui Vẻ và Sói Xám                    | Happy Sheep and Big Bad Wolf | Sói Xám                    | Lồng tiếng Quảng Đông |
| 2010 | 72 khách trọ                             | 72 Tenants of Prosperity     | Ha Chai Tai Long 哈仔太郎  |                       |
| 2010 | Cô Nàng Ngỗ Ngáo 2                       | My Sassy Girl 2              | Yang Guo 楊過              |                       |
| 2011 | Tôi Yêu Hồng Kông                        | I Love Hong Kong             | Ng Shun (thời trẻ) 吳順    |                       |
| 2011 | Huynh Đệ Phúc Lộc Thọ                    | The Fortune Buddies          | Ben                        | Khách mời             |
| 2011 | Bước Ngoặc 2                             | Turning Point 2              | Michael So Sing Pak 蘇星柏 |                       |
| 2012 | Tôi Yêu Hồng Kông 2012                   | I Love Hong Kong 2012        | Lok Yi Ah 樂易瓦           |                       |
| 2012 | Yêu Thầm 99 Ngày                         | Love In Time                 | Thu Bính                   |                       |
| 2013 | Bên Nhau                                 | Together                     | Mr. Lam                    |                       |
| 2013 | Tôi Yêu Hồng Kông 2013                   | I Love Hong Kong 2013        | Song Chi Hung              |                       |
| 2014 | Anh Em Có Nhau (Đàn ông không thể nghèo) | Golden Brother               | Tiết Khải Chính            |                       |
| 2016 | Hình Cảnh Huynh Đệ                       | Buddy Cops                   | Trần Kiến Phi              |                       |
| 2024 | Hội Tam Hoàng                            | The Unwavering Brotherhood   | A Hoa                      |                       |

### Phim truyền hình TVB
| Năm  | Tựa đề                                               | Tựa tiếng Anh                      | Vai                              | Ghi chú                                                                |
| ---- | ---------------------------------------------------- | ---------------------------------- | -------------------------------- | ---------------------------------------------------------------------- |
| 2000 | Tình Yêu Muôn Màu                                    | Lost In Love                       |                                  | Vai quần chúng                                                         |
| 2000 | Thử Thách Nghiệt Ngã 2                               | At the Threshold of an Era II      |                                  | Vai quần chúng                                                         |
| 2000 | Lực Lượng Hải Quan                                   | A Matter of Customs                |                                  | Vai quần chúng                                                         |
| 2001 | Câu Chuyện Của Ngày Xưa                              | The Awakening Story                |                                  | Vai quần chúng                                                         |
| 2002 | Cơ Hội Mong Manh                                     | Slim Chances                       |                                  | Vai quần chúng                                                         |
| 2002 | Đội Cứu Hỏa Anh Hùng 2                               | Burning Flame II                   | Cheung Li Hei 張利喜             | Vai nhỏ                                                                |
| 2003 | Khát Vọng Tuổi Trẻ                                   | Aqua Heroes                        | Chui Siu Lui, Louis 塗少磊       |                                                                        |
| 2003 | Thanh Đao Công Lý                                    | Find the Light                     | Tam Chi Tong                     |                                                                        |
| 2003 | Bao La Vùng Trời                                     | Triumph in the Skies               | Chris Tạ Lập Hào                 |                                                                        |
| 2004 | Chồng Tám Lạng Vợ Đủ Cân                             | To Love with No Regrets            | Lục Vạn Đẩu                      |                                                                        |
| 2004 | Đột Phá Cuối Cùng                                    | The Last Breakthrough              | Đồng Tử Sâm                      |                                                                        |
| 2004 | Khí phách Hoàng Phi Hồng                             | Wong Fei Hung - Master of Kung Fu  | Hoàng Phi Hồng                   |                                                                        |
| 2005 | Mẹ chồng khó tính                                    | Wars of In-laws                    | Ninh Mậu Xuân/Bất Lưu Danh       | đóng cặp cùng Hồ Hạnh Nhi                                              |
| 2005 | Chuyện về chàng Vượng                                | Life Made Simple                   | Michael Chung Tử Thông           |                                                                        |
| 2005 | Thế Giới Kỳ Ảo                                       | Fantasy Trend/The Zone             | Chan Jun Biu 陈骏骠              | Tập 12: A Day as Death                                                 |
| 2006 | Phúc Vũ Và Phiên Vân                                 | Lethal Weapons of Love and Passion | Hàn Bách                         |                                                                        |
| 2006 | Khúc Nhạc Tình Yêu                                   | Under the Canopy of Love           | Nick Quyền Lực                   |                                                                        |
| 2006 | Thượng Hải ngày xưa                                  | Au Revoir Shanghai                 | Thạch Thế Cửu                    | Overseas/TVB Pay Vision Only                                           |
| 2006 | Cạm Bẫy                                              | Dicey Business                     | Tề Hoan Lạc                      | đóng cặp cùng Dương Di                                                 |
| 2006 | Trăm Mưu Ngàn Kế                                     | The Price of Greed                 | Lữ Đào                           | Overseas/TVB Pay Vision Only đóng cặp cùng Từ Tử San                   |
| 2007 | Sóng Gió Gia Tộc                                     | Heart of Greed                     | Gilbert Đường Chí Dật            | đóng cặp cùng Dương Di                                                 |
| 2007 | Cường Kiếm                                           | Devil's Disciples                  | Thành Phong / Tư Mã Phong        |                                                                        |
| 2008 | Mẹ chồng khó tính 2                                  | Wars of In-Laws                    | Kyle Qua Đức                     | đóng cặp cùng Hồ Hạnh Nhi                                              |
| 2008 | Hạnh phúc ảo                                         | The Seventh Day                    | Don Hứa Hoài Nhân                |                                                                        |
| 2008 | Sức Mạnh Tình Thân                                   | Moonlight Resnonce                 | Lăng Chí Tín                     | đóng cặp cùng Chung Gia Hân                                            |
| 2008 | Lấy Chồng Giàu Sang (Châu Quang Bảo Khí)             | The Gem of Life                    | William Thạch Thái Xuyên         | đóng cặp cùng Chung Gia Hân                                            |
| 2009 | Anh Hùng Trong Biển Lửa 3                            | Burning Flame III                  | Encore Phương Lữ An              | đóng cặp cùng Trần Ân Vy                                               |
| 2010 | Viên Sôcôla Thần Kỳ                                  | Don Juan De Mercado                |                                  | 2010 CNY 6 Episodes Comedy đóng cặp cùng Từ Tử San và Nguyễn Tiểu Nghi |
| 2010 | Đường Đời Thử Thách                                  | Growing Through Life               | Linus Chung Lâm Đạ               |                                                                        |
| 2010 | Độc Tâm Thần Thám                                    | Every Move You Make                | Trevor Hà Lễ Hiền (Hủ Tiếu Xào)  | đóng cặp cùng Trần Ân Vy                                               |
| 2011 | Ranh Giới Sinh Tử (7 Ngày Trong Đời)                 | 7 Days in Lies 《隔離七日情》      | Triệu Triển Long                 |                                                                        |
| 2011 | Nữ Quyền Bảo Chi Lâm                                 | Grace Under Fire                   | Lôi Chính Long                   |                                                                        |
| 2011 | Tiềm Hành Truy Kích                                  | Lives of Omission                  |                                  | đóng cặp cùng Từ Tử San                                                |
| 2012 | Bảo Vệ Nhân Chứng                                    | Witness Insecurity                 | Hứa Vỹ Thâm                      | đóng cặp cùng Chung Gia Hân                                            |
| 2013 | Hoán Đổi Nhân tâm                                    | A Change Of Heart 好心作怪         | Diêu Nhật Sơn/ Diêu Nguyệt Sơn   |                                                                        |
| 2013 | Tiệm Cà Phê Hữu Tình                                 | Coffee Cat Mama                    | Bảo Chỉ Đê                       |                                                                        |
| 2014 | Ông Trùm Tài Chính (Tiền và Tình/Điểm kim thắng thủ) | The Ultimate Addiction             |                                  | đóng cặp cùng Hồ Định Hân và Từ Tử San                                 |
| 2015 | Vô Song Phổ                                          | Under The Veil                     | Trương Trân                      |                                                                        |
| 2016 | Cảnh Khuyển Ba Đả                                    | K9 Cop                             | Lê Dật Tưu (sếp Hỏa Thủy, Ba Đả) | đóng cặp cùng Chung Gia Hân                                            |
| 2016 | Con Rối Hào Môn (Mạc hậu ngoạn gia)                  | Two Steps From Heaven              | Tần Thăng Hải (Sheldon)          |                                                                        |
| 2017 | Sóng gió gia tộc 3/ Đường tâm phong bạo 3            | Heart and Greed 3                  |                                  | đóng cặp cùng Huỳnh Thuý Như                                           |
| 2022 | Bằng Chứng Thép 5                                    | Forensic Heroes V                  | Dư Tinh Bách (Sếp Dư)            |                                                                        |
| 2023 | Liêm Chính Truy Kích                                 | Mission Run                        | Lạc Tử Phong                     |                                                                        |
| 2023 | Điệp Ảnh Truy Kích                                   | Dead Ringer                        | Viên Thịnh Kiệt                  | đóng cặp cùng Châu Tú Na                                               |
| 2024 | Bằng Chứng Thép VI                                   | Forensic Heroes VI                 | Dư Tỉnh Bách (Sếp Dư)            |                                                                        |

### TV Series của Thiệu Thị Huynh Đệ
| Năm  | Tựa đề                                             | Tựa tiếng Anh                                       | Vai                      | Ghi chú |
| ---- | -------------------------------------------------- | --------------------------------------------------- | ------------------------ | ------- |
| 2018 | Phi Hổ Cực Chiến Phi hổ Chi Tiềm Hành Cực Chiến    | Flying Tiger《飛虎之潛行極戰》                      | Cao Gia Lãng             |         |
| 2018 | Thủ Hộ Thần                                        | Guardian Angel 2018 (Web Drama)《守護神之保險調查》 | Bách Thiên Minh (A Bách) |         |
| 2019 | Phi Hổ Cực Chiến 2 Phi Hổ 2 Lôi Đình Cực Chiến     | Flying Tiger II《飛虎之雷霆極戰》                   | Eddie Uông Quốc Đống     |         |
| 2020 | Phi Thường Tam Hiệp                                | The Impossible 3《非凡三俠》                        | Chan Chan 陳燦           |         |
| 2022 | Phi Hổ Cực Chiến 3 Phi hổ 3 chi Tráng chí anh hùng | Flying Tiger III《飛虎之壯志英雄》                  | Trương Gia Hiên          |         |

### Phim truyền hình (Trung Quốc đại lục)
| Năm    | Tựa đề                                                     | Tựa tiếng anh                                   | Vai                      | Kênh                                    |  |
| ------ | ---------------------------------------------------------- | ----------------------------------------------- | ------------------------ | --------------------------------------- |  |
| 2012   | Bào mã trường                                              | 跑馬場 The Racecourse                           | Tả Thiên Nhất (Đồ Tô Lí) | CCTV8                                   |  |
| 2014   | Thiếu niên thần thám Địch Nhân Kiệt                        | 少年神探狄仁杰 Young Sherlock                   | Địch Nhân Kiệt           | Đài phát thanh và truyền hình Thái Châu |  |
| 2015   | Vẫn cứ thích em                                            | 偏偏喜歡你 Destined to love you                 | Thẩm Văn Đào             | Mango TV                                |  |
| 2015   | Cô gái trên cây Sa Kê                                      | 長在麵包樹上的女人 Women on the Breadfruit Tree | Lâm Phương Văn           | Shenzhen TV                             |  |
| 2016   | Thần thám Dương Kim Bang                                   | 神探杨金邦 Mad Detective Yang Jin Bang          | Dương Kim Bang           | BMN                                     |  |
| Hậu kỳ |                                                            | Lasting Affection                               | Yu Xiao Meng 余小萌      | 中视鸿歌(北京) sản xuất                 |  |
| 2017   | Đây Khoảng Sao Trời Kia Khoảng Biển                        | The Starry Night, The Starry Sea II             | Mặc Ngân                 |                                         |  |
| 2019   | Tôi Biết Bí Mật Của Bạn (Bảy Năm Vẫn Ngoảnh Về Phương Bắc) | Your Secret                                     | Lục Bắc Thần             |                                         |  |
| 2020   | Chiến Độc (Cơn Bão Trắng)                                  | White War                                       | Turbo Vệ Tuấn Hiên       |                                         |  |
| 2021   | Nãi Ba Đương Gia (Vú Ba Ở Nhà)                             | 奶爸当家                                        | Cao Hàn                  |                                         |  |
| 2023   | Diệu Thủ                                                   | Wonderful Hand                                  | 妙手                     | Lin Hao                                 |  |

### Dẫn chương trình
- 2011: Water of Life
- 2009: Wine Confidential
- 2000~2002: 非常音乐空间
- 2001~2002: 欢乐今宵
- 2000~2001: 和你玩得喜
- 2001: 世纪狂欢飞跃
- 2000: 中国奥运金牌选手龙的光辉大汇演
- 2000: 英皇超新星大赛
- 2000: TVB.com 直check电视城
- 2000: 永安旅游话系知点解海南岛咁好玩

### MV ca nhạc
| Tựa đề                              | Ca sĩ            |
| ----------------------------------- | ---------------- |
| One Hit and Spread (一拍兩散)       | Dung Tổ Nhi      |
| Technical Defeat (技術性擊倒)       | Trịnh Hy Di      |
| Leisure Journey (漫游)              | Yennis Cheung    |
| Why Continue to Love (為何要繼續愛) | Ivy Koo          |
| Change of Season (換季)             | Trần Nghiên Hy   |
| Black Neck Tie (黑色領帶)           | Trần Hiểu Đông   |
| A Moment of Release (一息間的放從)  | Trần Mẫn Chi     |
| Girls Highschool (女子中學)         | Cherry Wong      |
| Survivor (生還者)                   | Thái Trác Nghiên |